# 3-й фронт (Япония)
Третий фронт (яп. 第3方面軍 Дай-сан хо:мэнгун) — группировка сухопутных войск японской императорской армии, действовавшая в южной части Маньчжоу-го с 1943 по 1945 годы.
3-й фронт был сформирован в рамках Квантунской армии 29 октября 1943 года в качестве структуры, ответственной за поддержание порядка в северной части Маньчжоу-го, а также как военный резерв. Необходимость его создания была вызвана тем, что многие боевые части Квантунской армии были перебазированы на другие театры военных действий. Части, входившие во фронт, были укомплектованы слабо подготовленными резервистами, молодыми призывниками либо бойцами территориального ополчения, не имевшими нормального оружия и снаряжения. Штаб-квартира 3-го фронта размещалась в Мукдене (современный Шэньян в северокитайской провинции Ляонин).
Организационно в состав 3-го фронта входили 30-я и 44-я армии, 108-я и 136-я пехотные дивизии, 79-я, 130-я и 134-я отдельные смешанные бригады, 1-я отдельная танковая бригада.
Во время Маньчжурской операции Советской армии 1945 года части 3-го фронта не могли оказать нормального сопротивления наступающим советским войскам и массами бежали либо сдавались в плен.

## Список командного состава

### Командующие
|   | Имя                                | С               | По              |
| - | ---------------------------------- | --------------- | --------------- |
| 1 | Генерал-лейтенант Наодзабуро Окабэ | 29 октября 1943 | 25 августа 1944 |
| 2 | Генерал Дзюн Усироку               | 25 августа 1944 | 15 августа 1945 |

### Начальники штаба
|   | Имя                         | С               | По              |
| - | --------------------------- | --------------- | --------------- |
| 1 | Генерал-майор Ё Ватанабэ    | 29 октября 1943 | 26 октября 1944 |
| 2 | Генерал-майор Масао Яно     | 26 октября 1944 | 23 марта 1945   |
| 3 | Генерал-майор Кадзама Оцубо | 23 марта 1945   | 15 августа 1945 |